# Milano (periódico)
Milano  fue un periódico publicado en Milán entre 1640 y 1746. Es considerado uno de los periódicos más antiguos de Italia.

## Historia

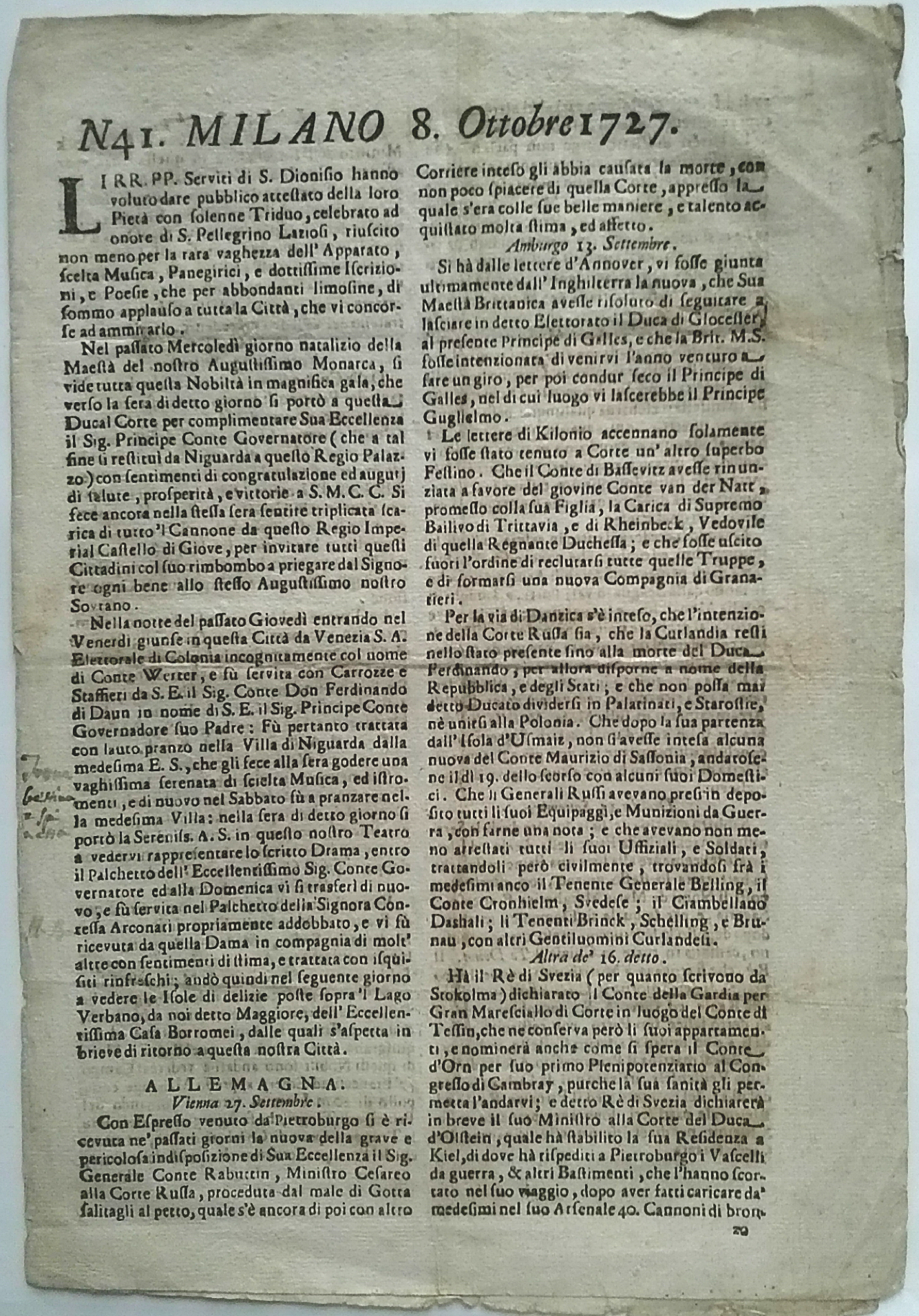
Un número de 1727

Milano fue la primera gaceta publicada en la ciudad de Milán. El primer número conocido, aún en existencia, tiene fecha 28 de noviembre de 1640, pero es probable que su impresión se iniciara algunos meses antes. Como todos los periódicos de esa época, se deriva directamente de los avvisos. Es probable, aunque no se ha verificado, que el editor del Milano fue Filippo Velasca, quien durante los años 1640 era compilador de avvisi escritos en Milán.
Desde 1640 los tipógrafos eran seguramente la familia Malatesta, que continuaron publicándolo durante toda la existencia del periódico. Los Malatesta fueron los impresores oficiales del gobierno en el ducado de Milán, teniendo el monopolio de las publicaciones oficiales. Tuvieron éxito heredando este privilegio por varias generaciones, desde Panfolfo (fl. 1594—1626) hasta Giulio Cesare (fl. 1635—1664), Giovanni Battista (fl. 1635—1654), Marc'Antonio Pandolfo (fl. 1664—1715) quien en enero de 1672 comenzó a imprimir su nombre en la última página del periódico, y finalmente su sobrino, Giuseppe Richini Malatesta (nacido en 1694 y muerto en 1793). Debido a su privilegio de publicación, los Malatesta parecían ser la voz del gobierno.
El Milano suspendió sus publicaciones entre 1697 y junio de 1706, cuando las reinició bajo el nuevo gobierno de Habsburgo en el ducado de Milán. Fue publicado los miércoles, semanalmente.
En octubre de 1746, el periódico tomó el nuevo nombre Ragguaglj di varj paesi (en español, Noticias de varios países), siempre publicado por los Malatesta. Debido a una decisión de Karl Joseph von Firmian, a comienzos de 1769 el periódico fue reemplazado por la Gazzetta di Milano, que durante ese año fue dirigida por Giuseppe Parini.